# Rurópolis
Rurópolis é um município brasileiro do estado do Pará, pertencente à Mesorregião do Sudoeste Paraense. 

## Geografia
Localiza-se no norte brasileiro, com uma área de 6991,379 km² e população, conforme estimativas do IBGE de 2021, de 52 473 habitantes.

### Problemas socioambientais
Devido aos altos índices de devastação florestal, em 9 de novembro de 2023, o município de Rurópolis foi incluído na relação de municípios situados no bioma Amazônia considerados prioritários pelo governo federal para ações de prevenção, controle e redução dos desmatamentos e degradação florestal.

## Rodovias
- BR 163 - Rodovia Santarém - Cuiabá
- BR 230 - Rodovia Transamazônica

## Festividades
- Agosto - Rodeio e Expo Rurópolis.